# Discovery Bay (Südliche Shetlandinseln)
Die Discovery Bay (englisch für Entdeckungsbucht, in Chile Bahía Chile) ist eine Bucht von 5 km Länge und 3 km Breite an der Ostküste von Greenwich Island im Archipel der subantarktischen Inselgruppe Südliche Shetlandinseln.
Bekannt ist die Bucht durch Robbenjäger mindestens seit 1821. Teilnehmer der britischen Discovery Investigations kartierten und benannten sie im Jahr 1935.